# 보스턴 교살자
"보스턴 교살자"(영어: Boston Strangler)는 2023년 공개된 미국의 범죄 드라마 영화이다. 맷 러스킨이 감독과 각본을 맡았다. 1960년대 미국 보스턴에서 일어난 여성 13명 연쇄 살인 사건 실화를 다룬 작품이다.